# Reduvioidea
Super-famille
Les Reduvioidea sont une super-famille de punaises (insectes hémiptères hétéroptères prédatrices, de répartition cosmopolite. Elle comprend deux familles actuelles, les Reduviidae (près de 7000 espèces) et les Pachynomidae (une vingtaine d'espèces). C'est l'un des groupes les plus diversifiés d'insectes prédateurs, avec près de 7 000 espèces.

## Biologie
Les espèces de Reduvioidea sont toutes prédatrices d'autres arthropodes, avec certains groupes ayant des régimes alimentaires spécialisés. Ainsi, les Ectrichodiinae se nourrissent principalement de mille-pattes, les Salyavatinae et certains Harpactorinae de termites, les  Holoptilinae de fourmis ou encore les Emesinae qui chassent les araignées.
Diverses adaptations morphologiques et comportementales facilitent la capture des proies, notamment des modifications des pattes antérieures, telles que des structures adhésives, des pattes préhensiles similaires à celles des mantes, une armature complexe et l'utilisation de substances collantes. Ces adaptations permettent de maintenir fermement les proies jusqu'à ce que leur salive toxique produise un effet immobilisant.

## Systématique
Bien que la classification phylogénétique des Hétéroptères ne soit pas encore totalement aboutie, et que plusieurs conceptions restent discutées, diverses études récentes confirment la monophylie des Reduvioidea, les placent dans les Cimicomorpha, et dans cet infra-ordre, les considèrent comme leur groupe basal, c'est-à-dire comme le groupe-frère de tous les autres Cimicomorpha,.
Les caractères sur lesquels se basent ce groupement sont, :
- des trichobothries sur le pédicelle antennaire (second article antennaire) ;
- la structure du rostre, court, robuste, fortement arqué et non flexible (le rostre arqué est également présent chez les Nabidae, mais selon un caractère dérivé indépendant ; et, à l'inverse, il est redevenu droit chez les Triatominae (Reduviidae)[11]) ;
- la présence de glandes de Brindley sur le second segment de l'abdomen ;
- un premier spiracle abdominal entre le métathorax et l'abdomen ;
- la présence d'une paire de pseudo-spermathèques dans la partie médiane de l'oviducte de la femelle ;
- la position des ocelles en arrière des yeux composés ;
- le septième muscle aliforme est d'origine à la fois dorsale et ventrale, cas unique parmi les Hétéroptères (chez lesquels il est uniquement dorsal, sauf chez les Nepomorpha, chez lesquels il est ventral)[11].

La famille des Pachynomidae a été assignée aux Reduvioidea par Carayon et Villiers en 1968, se distançant de la conception de Harris et Cobben, qui leur voyaient plutôt une proximité avec les Nabidae. Leur place dans les Reduvioidea est confirmée par les analyses morphologiques et génomiques récentes.
La famille des Phymatidae a également été parfois placée dans ce groupe, mais est considérée très largement comme une sous-famille des Reduviidae, les Phymatinae.
Une famille fossile est également placée dans les Reduvioidea, les †Ceresopseidae Becker-Migdisova 1958, avec trois espèces fossiles découvertes (ailes postérieures et antérieures) au Kyrgyzistan, datant du tout début du Jurassique (Hettangien-Sinémurien), entre il y a 201,4 et 192,9 millions d'années.

### Liste des familles
Selon plusieurs auteurs,,, les Reduvioidea se répartissent en deux familles. Une famille fossile supplémentaire est également reconnue d'après Shcherbakov, 2007 :
- famille Pachynomidae Stål, 1873 (~30 espèces)
- famille Reduviidae Latreille, 1807 (~7000 espèces)
- famille fossile †Ceresopseidae Becker-Migdisova, 1958